# دسکلویزیت
دسکلویزیت  (به انگلیسی: Descloizite) با فرمول شیمیایی Pb(ZnCu)[OH - VO4] از مجموعه کانی هاست و دارای شکستگی ناصاف است. از نام یک کانی‌شناس فرانسوی است. A.L.O.L.DesCloizeaux گرفته شده‌است. PbO:۵۵٫۳۰٪ ZnO:۱۰٫۰۸٪ CuO:۹٫۸۶٪ V2O۵:۲۲٫۵۳٪ H2O:۲٫۲۳٪ برای اولین بار در نامیبی کشف شد و از نظر شکل بلور: منشوری - پهن و کوتاه، رنگ: قرمز نارنجی - قهوه‌ای - قهوه‌ای سیاه - سبز، شفافیت: شفاف - غیر شفاف، شکستگی: ناصاف، جلا: چرب - الماسی، رخ: ندارد، سیستم تبلور: ارترومبیک و در رده‌بندی وانادات است و منشأ تشکیل آن ثانوی - ناحیه اکسیداسیون است.
همایند کانی‌شناسی (پارانژ) آن مترامیت- کروزیت- فیرومورفیت- وانادینیت است.
، از نظر ژیزمان بلور- اگرگات بلوری تقریباً کمیاب است و بیشتر در آلمان غربی، زامبیا، آمریکا یافت می‌شود.